# Asteliaphasma jucundum
Asteliaphasma jucundum is een wandelende tak uit de familie Phasmatidae. De wetenschappelijke naam van deze soort is voor het eerst voorgesteld door John Tenison Salmon in een publicatie uit 1991.
De soort komt voor op het Noordereiland (Nieuw-Zeeland).